# Ikeda Nagaoki
Pour les articles homonymes, voir Ikeda.
Ikeda Nagaoki est un nom japonais traditionnel ; le nom de famille (ou le nom d'école), Ikeda, précède donc le prénom (ou le nom d'artiste).
Ikeda Nagaoki (池田 長発, né le 23 août 1837 et décédé à l'âge de 42 ans le 12 septembre 1879) est un samouraï japonais qui fut le gouverneur de petits villages de la province de Bitchū (actuelle préfecture d'Okayama) à la fin du shogunat Tokugawa.

## Biographie

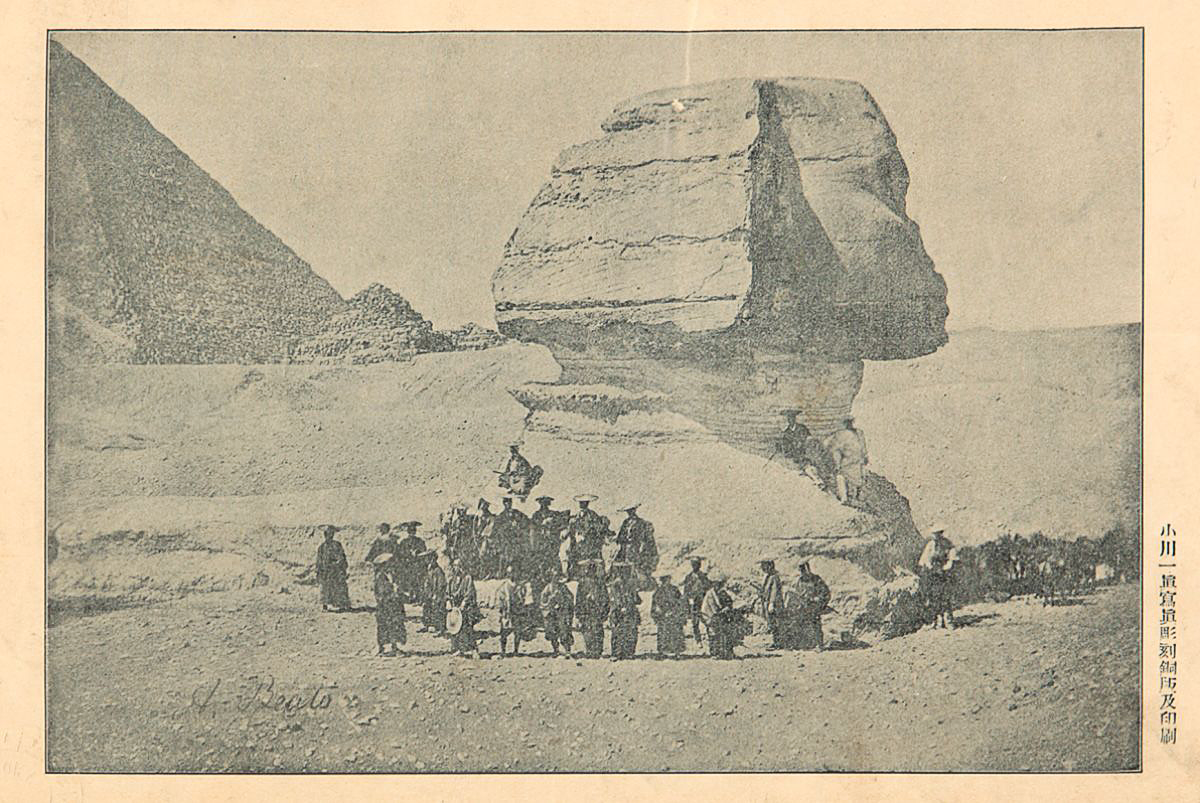
La découverte du Sphinx de Gizeh par la mission.

À 27 ans, il est nommé à la tête de la deuxième ambassade japonaise en Europe (aussi appelée « mission Ikeda ») envoyée en 1863 par le shogunat pour négocier l'annulation du statut de port ouvert de Yokohama. La mission part juste après l'émission de l'ordre d'expulser les barbares de l'empereur Kōmei et l'incident du bombardement de Shimonoseki, dans le but de fermer de nouveau le pays à l'influence occidentale et de revenir au statut du sakoku (isolement national).
Ikeda embarque avec sa mission de 36 hommes sur un navire de guerre français qui fait escale à Shanghai, en Inde et au Caire après avoir passé le canal de Suez. La mission en profite pour découvrir les pyramides, et la rencontre entre les deux cultures est immortalisée par le photographe Antonio Beato. La mission arrive finalement à Marseille et rejoint Paris où elle rencontre Napoléon III et Philipp Franz von Siebold. Ikeda loge au Grand Hôtel de Paris.
La demande de fermer les ports japonais aux Occidentaux est rejetée car Yokohama est la « tête de pont » de l'activité occidentale au Japon. La mission est un échec total. Ikeda est cependant très impressionné par l'avancement de la France et s'investit dès son retour au Japon dans l'envoi d'ambassades et d'étrangers à l'étranger. Il est finalement mis aux arrêts par le bakufu.
Ikeda rapporta de nombreux documents de France, dans des domaines comme la physique, la biologie, la manufacture, les textiles mais aussi les techniques de fermentation. Il est considéré comme l'un des pères de l'industrie viticole japonaise.